# Andrew Lindsay (Ruderer)
Andrew James Ronald Lindsay (* 25. März 1977 in Portree, Skye) ist ein ehemaliger britischer Ruderer und der einzige auf Skye geborene Olympiasieger.
Lindsay war 1994 mit dem britischen Achter Dritter der Junioren-Weltmeisterschaften. 1997 bis 1999 ruderte er im Boot von Oxford im Boat Race, in allen drei Jahren gewann das Boot aus Cambridge. 1998 belegte er mit dem britischen Achter den siebten Patz bei den Weltmeisterschaften. 1999 nahm er mit dem Vierer mit Steuermann am Nations Cup teil, dem Vorläufer der U23-Weltmeisterschaften, und belegte den dritten Platz. 2000 gewann Lindsay mit dem britischen Achter bei zwei Weltcup-Regatten. Bei den Olympischen Spielen 2000 in Sydney gewann der britische Achter die erste Goldmedaille seit 1912.
Lindsay besuchte zuerst das Eton College und dann die University of Oxford. Seine internationale Ruder-Laufbahn endete mit dem Olympiasieg und Lindsay begann seine Karriere als Geschäftsmann. 2007 stieß er zur Firma Telecom Plus und stieg dort zum CEO auf.